# 印度时报
《印度时报》（英語：The Times of India，縮寫為），隶属于时报集团，是印度最老、也是发行量最大的英文报纸，创办于1838年，初名《孟买时报和商业杂志》，1861年5月18日改为现名。它在新德里、孟买、阿默达巴德出版，总部设于孟买。该报内容较为严肃，稿源除了印度的萨马查尔通讯社，也采用美联社、《纽约时报》的消息。
根据印度发行稽查局的说法，该报是印度发行量第三大的报纸，也是世界上日销量最大的英语报纸。
自1838年11月3日第一版发行以来，《印度时报》是目前仍在发行的最古老的英语报纸和第二大印度报纸。它被昵称作“伯里邦德的老太太”，是印度报纸的“鼻祖”。
20世纪初，印度总督寇松勋爵（Lord Curzon）称《印度时报》为“亚洲领先报纸”。1991年，英国广播公司将《印度时报》列为世界六大最佳报纸之一。
该报由撒胡·贾殷家族（Sahu Jain family）控股的贝内特·科尔曼有限公司拥有和出版发行。 在《2012年品牌信任报告》中，《印度时报》在印度最受信赖的品牌中位列第88名。 然而，在2017年，该报纸排名降至第355位。
《印度时报》的主要读者群为印度的中产阶级，国外的一些大图书馆和政府机关也常常订阅此报。该报在国内声誉较高，常受到印度宣传广播部、全印报刊主编会议的奖励。

## 发展历史

### 初创时期

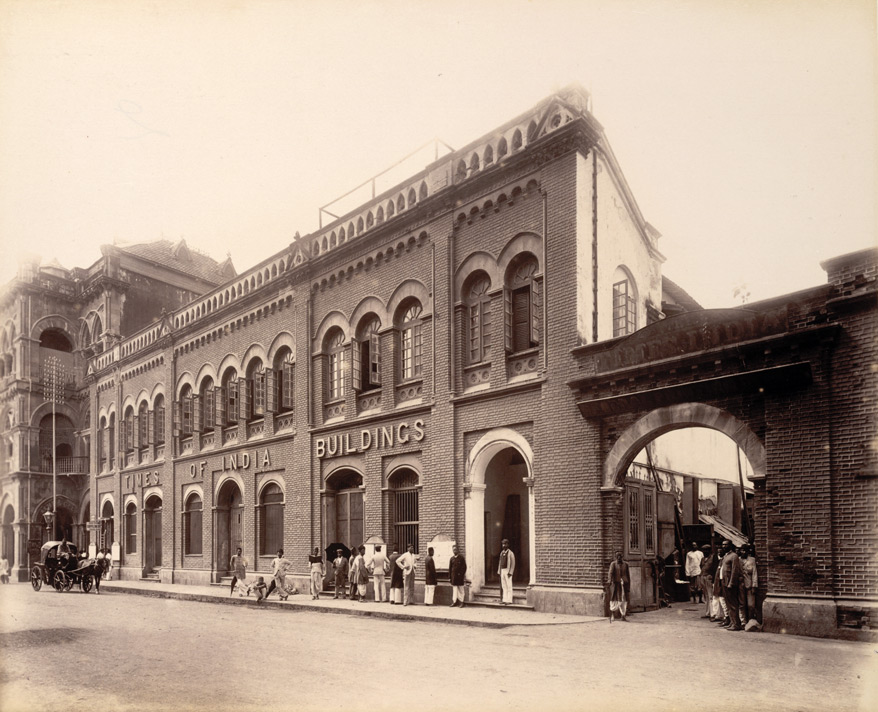
印度时报大厦（约1898年）

《印度时报》于1838年11月3日以《孟买时报和商业杂志》（The Bombay Times and Journal of Commerce）名义发行了第一版。创立之初，该报在马哈拉施特拉改革主义者（Maharashtrian Reformist）拉巴哈杜尔·纳拉扬·迪纳纳特·维尔卡（Raobahadur Narayan Dinanath Velkar）的指导下于每周三和周六发行，主要刊登来自英国和世界以及印度次大陆的新闻。 J.E. Brennan是该报第一任编辑。1850年，它开始每日出版。
1860年，《印度时报》编辑罗伯特·奈特（Robert Knight，1825–1892）收购了该报的印度股东的权益，与竞争对手《孟买标准》（Bombay Standard）合并，并成立了印度第一家新闻社。该报后来成为《路透社》新闻服务的印度代理商。 1861年，奈特将报纸名称更名为“印度时报”。 为争取新闻自由而不受束缚或者恐吓的权利，奈特经常与当地政府唱反调，并且经常与商业利益团体、文化代言人周旋，这些行动使得《印度时报》声誉鹊起。在19世纪，这家报纸公司雇用了800多名员工，在印度和欧洲拥有相当的发行量。

### 贝内特·科尔曼时期
随后，《印度时报》所有权几经易主，直到1892年，一位名叫托马斯·贝内特（Thomas Jewell Bennett）的英国记者与弗兰克·莫里斯·科尔曼（他后来在1915年“波斯”号客轮沉没事件中溺水身亡）通过其新的股份制公司“贝内特·科尔曼”收购了该报纸。

### 达米亚时期
赫伯特·斯坦利·里德爵士（Sir Herbert Stanley Reed）于1907年至1924年间执掌《印度时报》，收到了以圣雄甘地为代表的印度知名人士的信件。里德在印度生活了五十年。在英国，他是印度时事专家而备受尊敬。他将斋浦尔称作“印度的粉红色之城”。
1946年，贝内特·科尔曼公司以2000万印度卢比（折合美元280,000美元）的价格卖给了当时著名的工业家族达米亚的制糖大亨拉姆克里希纳·达米亚（Ramkrishna Dalmia），当时印度正在谋求独立，而英国人也即将离开这里。1955年，维维安·波瑟调查委员会（Vivian Bose Commission of Inquiry）发现拉姆克里希纳·达米亚于1947年通过从一家银行和一家由他担任董事长的保险公司转移资金来策划对媒体巨头贝内特·科尔曼公司的收购。在随后的法院案件中，拉姆克里希纳·达米亚因贪污和欺诈被定罪，被判处在蒂哈尔监狱监禁两年。
不过，在大多数监禁期间，拉姆克里希纳·达米亚却在医院里度过。刑满释放后，达米亚的女婿萨·撒胡·尚蒂·普拉萨德·贾殷（Sa Sahu Shanti Prasad Jain）被他托付经营贝内特·科尔曼公司，达米亚最终放弃了对该公司管理权。

### 贾殷家族时期（尚蒂·普拉萨德·贾殷）
1960年代初期，《印度时报》执掌者尚蒂·普拉萨德·贾殷（Shanti Prasad Jain）因在黑市出售报纸而身陷囹圄。维维安·波瑟委员会较早的早期报告揭露了达米亚-贾殷集团的不法行为，其中包括针对尚蒂·普拉萨德·贾殷（Shanti Prasad Jain）的具体指控，印度政府对此提出了请愿书，以限制和解除贝内特·科尔曼有限公司对该报的管控权。根据诉状，法官宣判政府获得《印度时报》控制权，结果，更换了一半董事，并任命孟买高等法院法官为该报主席。

### 印度政府掌控时期

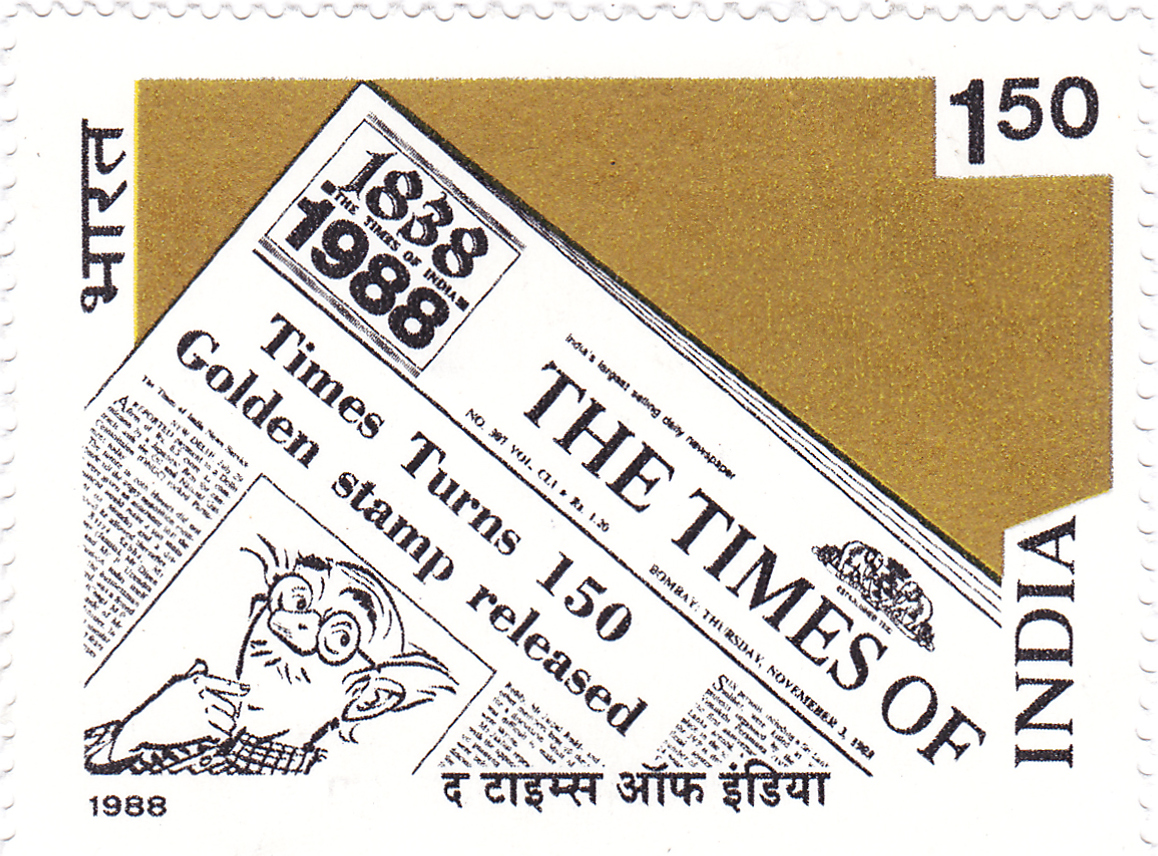
1988年《印度时报》邮票

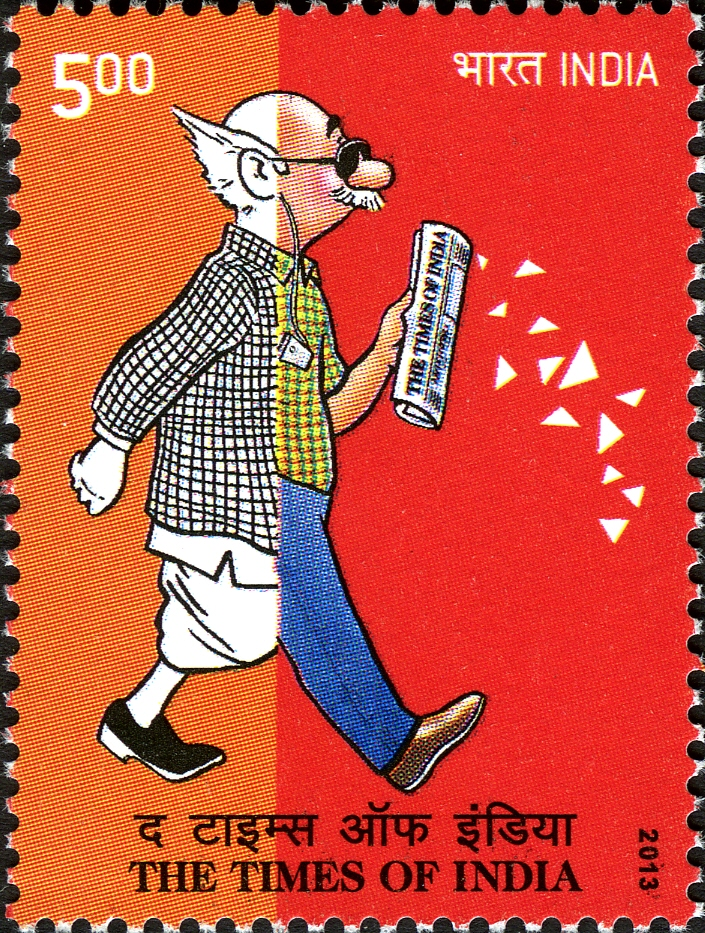
2013年《印度时报》邮票

维维安·波瑟调查委员会的报告指出达米亚-贾殷集团有严重不当行为后，1969年8月28日，孟买高等法院在大法官JL Nain的领导下，通过了一项临时决议，要求解散贝内特·科尔曼公司的现有董事会，并成立一个由政府领导的新董事会。法官裁定：“在此情况下，最好的做法是，假设请愿人就公司事务的处理方式有损公众利益及本公司利益的指控是正确的，便可通过该决议”。。根据该决议，尚蒂·普拉萨德·贾殷不再担任董事，该公司由印度政府任命的新董事任职，但此前任职的一名速记员除外。 令人吊诡的是，法院任命没有商业经验的纳纳撒赫博·昆特（Nanasaheb Kunte）为公司董事会主席，而且他还是人民院（Lok Sabha）的反对党成员。

### 贾殷家族重掌时期
1976年，在印度紧急状态期间，印度政府将《印度时报》的所有权转回给了阿肖克·库马尔·贾殷（Ashok Kumar Jain）——撒胡·尚蒂·普拉萨德·贾殷的儿子、拉姆克里希纳·达米亚的孙子、萨米尔·贾殷（Samir Jain）和维尼特·贾殷（Vineet Jain）的父亲。
不过，贾殷家族经常陷入各种洗钱骗局，1998年，印度执法局（Enforcement Directorate）以库马尔·贾殷涉嫌非法转移资金（金额达125万美元）到瑞士的一个海外账户为由对其进行抓捕时，库马尔·贾殷不得不逃离印度。

### 紧急状态时期
1975年6月26日，在印度宣布进入紧急状态的第二天，《印度时报》孟买版在其讣告栏中刊登了一则题为“民主——真相的丈夫，自由的父亲，信仰、希望和正义的兄弟，于6月25日死去了”的新闻。这一行为是对时任印度总理英迪拉·甘地的21个月国家紧急状态的批判，现在通常被广泛地称为 “紧急状态”（"the Emergency"），被许多人视为印度政府的全面专制时代。

### 21世纪时期
2006年底，时代集团收购了维杰亚南德出版公司（Vijayanand Printers Limited，缩写为VPL）。VPL之前出版了两份卡纳达克语报纸《维杰·卡纳塔克》和《乌沙·基兰》以及一份英文日报《维杰时报》。当时，《维杰·卡纳塔克》是卡纳塔克邦报业的领导者。2008年4月12日，《印度时报》推出金奈版，2013年2月推出戈尔哈布尔版。